# Spio filicornis
Spio filicornis (bei Otto Fabricius „die fadenhornige Spio“) ist ein röhrenbildender mariner Ringelwurm aus der Familie der Spionidae innerhalb der Klasse der Vielborster (Polychaeten), der in Meeren der Nordhalbkugel verbreitet ist.

## Merkmale
Spio filicornis hat einen bis zu 3 cm langen und 2 mm breiten, zylindrischen und vorn abgeflachten Körper, der bis zu 90 Segmente zählen kann und bei 55 Segmenten etwa 1,8 cm lang ist. Das Prostomium ist dreieckig, vorn mit einem Einschnitt und einer Karunkel, die bis zum 1. oder 2. Segment reicht. Am Hinterabschnitt des Prostomiums sitzen in einer trapezförmigen Anordnung 2 Paar Augen und kurz vor diesen zwei kurze und dicke Palpen. Die Lappen hinter den Borsten der Notopodien sind an den vorderen Segmenten oval bis breit gerundet, an den mittleren Segmenten hoch und schmal und werden an den hinteren Segmenten kurz und oval. Die Lappen hinter den Borsten der Neuropodien sind rechteckig und kleiner als die an den Notopodien. Die langen, fingerförmigen Kiemen sitzen an den Segmenten vom 1. Segment bis fast zum Ende des Körpers und sind nur an den hintersten Segmenten teilweise mit den Lappen hinter den Borsten verschmolzen. Die erste Kieme ist fast genauso lang wie die übrigen Kiemen. Sämtliche Parapodien haben fein geflügelte Borsten: vom 9. bis zum 18. borstentragenden Segment meist 9 bis 10 zweizähnige Haken mit Haube und ab dem 17. borstentragenden Segment 1 bis 3 Stacheln an den Neuropodien. Das Pygidium trägt 4 blattartige bis kegelförmige Cirren, wobei die dorsalen Cirren länger sind als die ventralen.

## Verbreitung, Lebensraum und Lebensweise
Spio filicornis ist in der Arktis, dem Pazifischen Ozean, dem Atlantischen Ozean, dem Mittelmeer, dem Schwarzen Meer, dem Roten Meer, der Nordsee und dem Öresund verbreitet.
Das Tier baut sich Wohnröhren aus Schleim und Sand und lebt auf Sand oder gemischten Untergründen von der Gezeitenzone bis in Meerestiefen von 400 m.
Mit seinen beiden Palpen fängt Spio filicornis Nahrungspartikel wie Phytoplankton und Detritus ein und befördert sie über die Wimpernrinnen zum Mund.

## Entwicklungszyklus
Spio filicornis ist getrenntgeschlechtlich, und das Muttertier befestigt seine spindelförmigen Gelege an der Innenwand seiner Wohnröhre. Die Befruchtung der Eizellen findet in der Wohnröhre des Muttertieres statt. Bis zu einem Larvenstadium mit drei borstentragenden Segmenten werden die Jungtiere im Inneren der Röhre bebrütet und verlassen im Alter von 3 Tagen ihre Mutter, um als frei schwimmende Zooplankton zu leben. Bei einer Anzahl von 18 bis 22 borstentragenden Segmenten und einer Länge von rund 1,8 mm beginnt die Larve, zu einem kriechenden Wurm zu metamorphosieren und sinkt auf den Meeresgrund ab, um eine erste Wohnröhre zu bauen. 2 Monate später wird die Geschlechtsreife erreicht.

## Etymologie
Der Gattungsname Spio kommt von Speio, einer Meeresnymphe (Nereide) der griechischen Mythologie, in Analogie zur Familie Nereiden.